# John Kean
John Kean (Elizabeth, 1852. december 4. – Elizabeth, 1914. november 4.) az Amerikai Egyesült Államok szenátora (New Jersey, 1899–1911).